# Яромир Блажек
Яромир Блажек (чеськ. Jaromír Blažek, нар. 29 грудня 1972, Брно) — чеський футболіст, що грав на позиції воротаря.
Виступав, зокрема, за клуб «Спарта» (Прага), а також національну збірну Чехії.
Семиразовий чемпіон Чехії. Чотириразовий володар Кубка Чехії. 

## Клубна кар'єра
У дорослому футболі дебютував 1990 року виступами за команду клубу «Славія», в якій провів два сезони, взявши участь лише у 9 матчах чемпіонату. 
Згодом з 1992 по 1999 рік грав у складі команд клубів «Динамо» (Ч. Будейовіце), «Вікторія» (Жижков), «Богеміанс 1905» та «Славія». З останньою командою 1996 року виборов титул чемпіона Чехії.
Своєю грою привернув увагу представників тренерського штабу клубу «Спарта» (Прага), до складу якого приєднався 1999 року. Відіграв за празьку команду наступні вісім сезонів своєї ігрової кар'єри. За цей час додав до переліку своїх трофеїв ще п'ять титулів чемпіона Чехії.
Протягом 2000—2011 років захищав кольори клубів «Марила» (Пршибрам), «Нюрнберг» та «Спарта» (Прага). 2010 року виграв зі «Спартою» свій останній, сьомий у кар'єрі, титул чемпіона Чехії.
Завершив професійну ігрову кар'єру у клубі «Височина», за команду якого виступав протягом 2011—2015 років.

## Виступи за збірні
Протягом 1993–1995 років залучався до складу молодіжної збірної Чехії. На молодіжному рівні зіграв у 3 офіційних матчах.
2000 року дебютував в офіційних матчах у складі національної збірної Чехії. Протягом кар'єри у національній команді, яка тривала 9 років, провів у формі головної команди країни лише 14 матчів.
У складі збірної був учасником чемпіонату Європи 2000 року у Бельгії та Нідерландах, чемпіонату Європи 2004 року у Португалії, чемпіонату світу 2006 року у Німеччині, чемпіонату Європи 2008 року в Австрії та Швейцарії.
| Дата     | Місто              | Господарі  | Результат | Гості      | Турнір                  | Голи | Примітки |
| -------- | ------------------ | ---------- | --------- | ---------- | ----------------------- | ---- | -------- |
| 29/03/00 | Тепліце            | Чехія      | 3 – 1     | Австралія  | товариський матч        | -    |          |
| 16/08/00 | Острава            | Чехія      | 0 – 1     | Словаччина | товариський матч        | -    |          |
| 30/04/03 | Тепліце            | Чехія      | 4 – 0     | Туреччина  | товариський матч        | -    |          |
| 12/11/03 | Тепліце            | Чехія      | 5 – 1     | Канада     | товариський матч        | -    |          |
| 18/02/04 | Палермо            | Італія     | 2 – 2     | Чехія      | товариський матч        | -    |          |
| 28/04/04 | Прага              | Чехія      | 0 – 1     | Японія     | товариський матч        | -    |          |
| 12/06/04 | Прага              | Чехія      | 3 – 1     | Болгарія   | товариський матч        | -    |          |
| 23/06/04 | Лісабон            | Чехія      | 2 – 1     | Німеччина  | ЧЄ 2004 - груповий етап | -    |          |
| 19/02/05 | Цельє              | Словаччина | 0 – 3     | Чехія      | товариський матч        | -    |          |
| 07/09/05 | Оломоуц            | Чехія      | 4 – 1     | Вірменія   | Відбір до ЧС 2006       | -    |          |
| 30/05/06 | Яблонець-над-Нисою | Чехія      | 1 – 0     | Коста-Рика | товариський матч        | -    |          |
| 16/08/06 | Угерске Градіште   | Чехія      | 1 – 3     | Сербія     | товариський матч        | -    |          |
| Усього   |                    | Матчів     | 12        |            | Голів                   | 0    |          |

## Титули і досягнення
- Чемпіон Чехії (7):

«Славія»:  1995-96
«Спарта» (Прага):  1999-2000, 2000-01, 2002-03, 2004-05, 2006-07, 2009-10,
- Володар Кубка Чехії (4):

«Вікторія» (Жижков):  1993-94
«Спарта» (Прага):  2003-04, 2005-06, 2006-07
- Володар Суперкубка Чехії (1):

«Спарта» (Прага):  2010